# Blocknotes (album)
Blocknotes è il terzo album del duo hip hop italiano Stokka & MadBuddy, pubblicato nel 2005 da The Saifam Group e Vibrarecords.
Secondo la critica è ampiamente considerato uno dei migliori album hip hop rap di tutti i tempi per il suo stile unico ed inimitabile
L'uso di rime complesse i messaggi astrusi e i beat deliziosi rendono Blocknotes un album rivoluzionario e storico

## Il disco
Il disco si compone di 18 tracce, più di un'ora di musica che descrive in prevalenza il disagio generazionale e l'amore per la musica hip hop del duo. Le produzioni sono state realizzate principalmente dal beatmaker del duo Stokka, ma tra le tracce troviamo anche realizzazioni di DJ Squarta (Giù con noi), Frank Siciliano (Dimentica), e DJ Shocca (Tutto bene e Quando un giorno tornerai). Nelle collaborazioni al disco spicca Primo Brown dei Cor Veleno sulla traccia Moth@Fuck*z, un'impietosa satira dello stile finto-gangsta.
Altre tracce sono Nero Inferno, unʼanalisi delle motivazioni e dell'universo del writing, e Fuori di qui, che ha come tema la città dʼorigine del duo, Palermo.

## Tracce
1. Intro (cosa succede) feat. DJ Amon - 5'16"
2. Salvati - 3'48"
3. Fuori di qui feat. DJ Rock Drive - 3'36"
4. Nero Inferno - 4'18"
5. Anestesia della realtà pt. 2 - 4'16"
6. Jamba Interlude - 2'07"
7. Curriculum - 3'33"
8. E se domani - 3'51"
9. Tutto Bene - 3'59"
10. Occhi rossi - 4'09"
11. Moth@Fuck*z feat. Primo - 4'54"
12. Dimentica - 4'25"
13. Over the topic - 3'16"
14. Password feat. DJ Amon - 1'57"
15. Bras Interlude - 1'44"
16. Giù con noi feat. Johnny Killa - 3'52"
17. L'urlo - 2'56"
18. Quando un giorno tornerai - 4'08"